# Escala de Gilliam
L'Escala de Gilliam del trastorn de l'Asperger (en anglès, Gilliam Asperger's disorder scale, GADS) és una eina per ajudar al diagnosticar la síndrome d'Asperger. Més específicament, es tracta d'una escala de qualificació per a la conducta, que pot ser utilitzada per individus o professionals, i és utilitzada habitualment pels psicòlegs de l'escola.
Compta amb 32 criteris de diagnòstic, dividits en 4 categories: interaccions socials, comportament limitat, comportament cognitiu i una categoria opcional (desenvolupament precoç). Les puntuacions de cadascuna de les subescalas es sumen per formar una puntuació global, el quocient de la síndrome d'Asperger.
L'administració de la prova triga 10 minuts. L'escala està disponible en formularis per a professors i pares. Igual que l'escala de Gilliam de qualificació de l'autisme, és relativament menys complicada d'administrar i puntuar que altres proves, com ara el programa d'observació de diagnòstic d'autisme (Autism Diagnostic Observation Schedule, ADOS) o l'entrevista diagnòstica d'autisme revisada (Autism Diagnostic Interview-Revised, ADI-R); aquestes proves més complexes s'utilitzen cada vegada més en la investigació.